# Kurděje

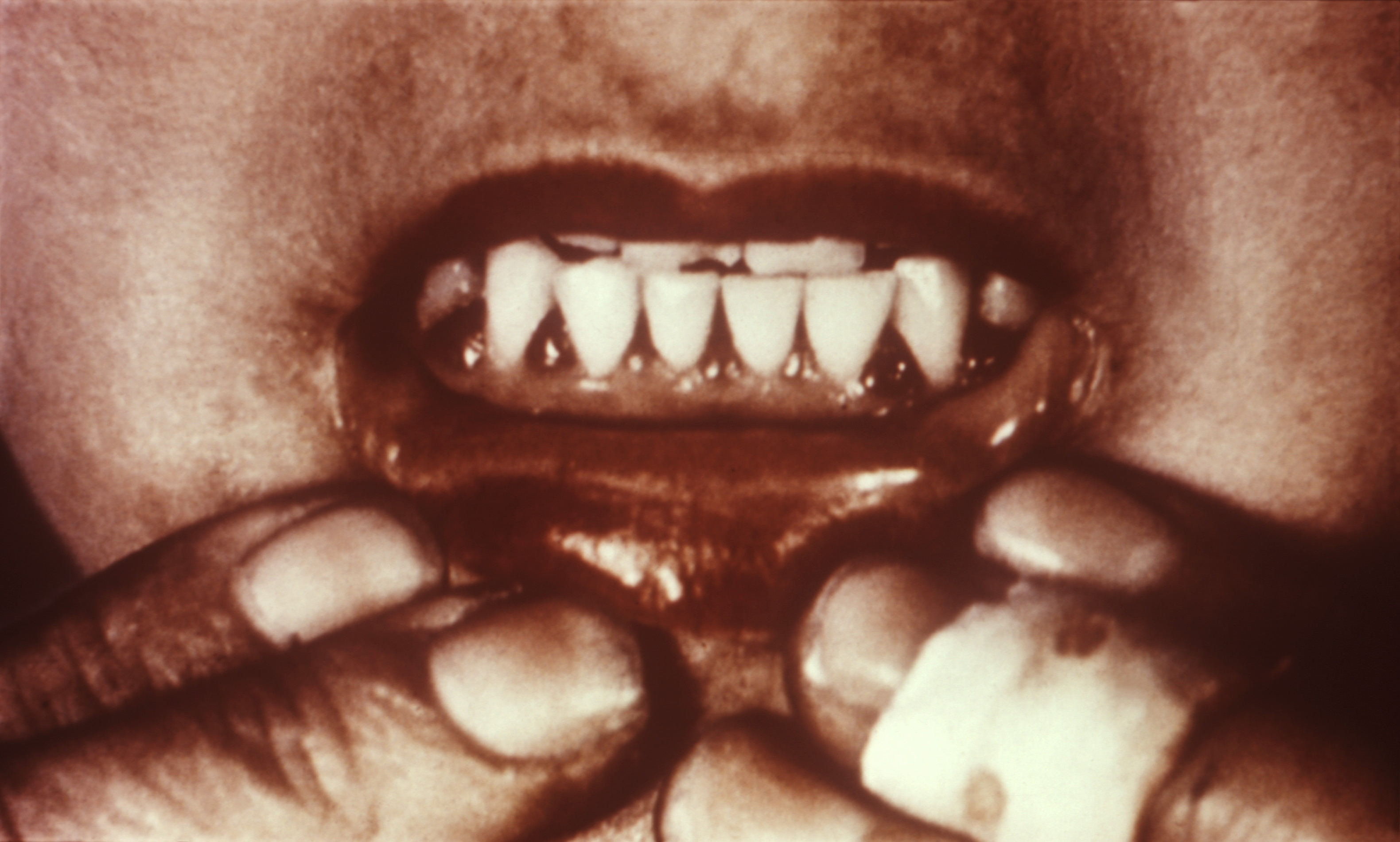
Krvácející dásně. Jeden z příznaků pro onemocnění.

Kurděje (skorbut, Möllerova Barlowova choroba, avitaminóza C) je nemoc způsobená dlouhodobým nedostatkem vitamínu C ve stravě. Na rozdíl od většiny zvířat a rostlin totiž lidské tělo nedokáže syntetizovat tento vitamín, proto jej musí přijímat v potravě. Dnes už je tato choroba poměrně vzácná, vyskytuje se občas jen ve velmi chudých oblastech tzv. třetího světa. Dříve jí trpěli zejména chudí lidé, obzvláště v zimních měsících, nebo námořníci při dlouhých plavbách. Nemoc se projevuje především krvácením z dásní, pod kůži, do svalů, do nehtových lůžek, vnitřních orgánů, sníženou odolností proti nemocem a poruchou krvetvorby.

## Historie
Kurděje začaly být akutní u evropských námořníků zejména v 15. století, kdy se začaly podnikat dlouhé výpravy Atlantikem směrem k Americe nebo okolo Afriky. Námořníci byli po měsíce odkázáni na dietu skládající se ze sušeného hovězího masa a sucharů a nemoc si vyžádala mnoho obětí. Snaha lékařů o zkrocení a likvidaci nemoci dlouho nepřinášela výsledky. Teprve skotský lékař James Lind publikoval v roce 1772 práci, v níž demonstroval, že denní příděl nápoje, který obsahoval ocet, mořskou vodu a šťávu ze dvou pomerančů a jednoho citronu, rychle vyléčil i těžký skorbut a umožnil návrat nemocných námořníků do služby již po 6 dnech léčby (objev byl učiněn již v roce 1747).
Další prevencí proti kurdějím jsou klíčící výhonky rostlin. Klíčící rostliny jako strava byly používány již dávno, a to již před 3000 př. n. l. v Číně. Později s sebou brali Féničané na dlouhé námořní cesty semena rostlin, aby konzumací jejich výhonků předešli chorobě z nedostatku vitaminu C, tedy kurdějím. Britský námořní lékař David Mac Bride roku 1767 jako první publikoval svá pozorování o tom, že vyklíčené obiloviny a luštěniny byly proti kurdějím stejně účinné jako čerstvé ovoce a zelenina. Námořníci při dlouhých plavbách na palubách lodí umísťovali na rozprostřené plachty semena řeřichy, která zvlhčovali dešťovou vodou a nakličovali.
Ještě v 19. století byla v českých zemích ve stravě běžná tzv. pučálka, čili naklíčený a opražený hrách. Podomácku se také nakličovalo obilné zrno (ječmen, pšenice, žito), které bylo výborným vitaminovým doplňkem v zimním období. Za fatálního nedostatku potravin během první světové války byly výhonky z luštěnin považovány za nejúčinnější a nejlevnější prostředek proti kurdějím.
V roce 1928 objevil maďarský chemik Albert Szent-Györgyi vitamin C a zjistil, že se hojně vyskytuje v potravinách rostlinného původu.

## Dobové zkušenosti s kurdějemi
V roce 1596 popsal námořní chirurg William Clowes symptomy kurdějí takto:
| „ | Dásně měli uhnilé až k samým kořenům zubů a tváře měli tvrdé a napuchlé, zuby byly uvolněné tak, že téměř vypadávaly… Dech ohavné chuti. Nohy měli nepevné a tak slabé, že byly sotva s to je unést. Navíc byli plni boláků a ran s mnoha modravými a narudlými skvrnami, některými širokými a některými drobnými jako bleší kousnutí. | “ |

Admirál Hawkins na základě svých zkušeností z expedic doporučil jíst kyselé pomeranče a citróny, protože to považoval za nejúčinnější lék proti této nemoci. I přesto se ale dál léčilo různými způsoby, například pouštěním žilou, projímadly, kyselinou sírovou a pastou z rtuti (na mokvající boláky), které byly stejně nebezpečné jako nemoc sama. V roce 1734 Johann Friedrich Backstrom – polský pastor žijící v Holandsku – napsal:
| „ | Za jejich příčiny byly obecně, byť nesprávně, považovány chlad v severském podnebí, mořský vzduch, požívání soleného masa, nedostatek pohybu ad., kdežto toto zlo je způsobeno výlučně naprostou nepřítomností čerstvé ovocné stravy, což je jediná příčina této nemoci. | “ |

Kurdějemi byly postiženy např. následující výpravy:
- 1497–1498 – Vasco da Gama doplul k mysu Dobré naděje do Asie. Na kurděje zemřelo 100 mužů ze 160členné posádky.
- 1519–1522 – První obeplutí světa pod vedením Ferdinanda Magalhãese trvalo tři roky. Proti kurdějím se snažili bojovat pojídáním krys a divokého celeru, ale plavbu přežilo jen 18 z 218 členů posádky.
- 1593 – První zaznamenané použití citrónů k vyléčení kurdějí na tichomořské plavbě sira Richarda Hawkinse.